# Chydenanthus
Chydenanthus es un género con dos especies de árboles perteneciente a la familia Lecythidaceae. 

## Especies
- Chydenanthus dentato-serratus
- Chydenanthus excelsus